# Спорт в Чечне
Разносторонняя физическая подготовка занимала важное место в традиционной системе воспитания чеченцев. Развитию силы, ловкости, выносливости и других физических качеств способствовали различные спортивные состязания. Молодёжь участвовала в соревнованиях по стрельбе из лука и ружья, скачкам, конным играм, поднятии и переноске тяжестей, единоборствам, метанию камней, бегу, прыжкам, перетягиваниям и т. д. Такие соревнования проводились во время общенародных праздников, на свадьбах, других культурных мероприятиях.

## История
Распространёнными средствами развития нужных качеств были различные народные игры. Все игры проводились в естественных условиях, на свежем воздухе. Практиковались многодневные пешие и конные походы детей в горы под руководством наставника в любое время года. При этом воспитанники не брали с собой питания. Они должны были сами добывать его в походе.
Неотъемлемой частью физподготовки было хорошее владение оружием и верховая езда. Воспитатель приучал воспитанников безропотно переносить голод, труд и опасность, отсутствие сна и комфорта. Формированию этих качеств способствовало круглосуточное пребывание на свежем воздухе, ночёвки под открытым небом круглый год, физический труд, походы, постоянная физическая и военная подготовка.
Такая система военно-физического воспитания сохранялась у чеченцев до начала XX века. Родители отдавали своих детей на воспитание самому опытному человеку, умеющему хорошо ездить верхом и владеть оружием. Обучение было бесплатным. В Ведено у одного из наставников обучались 14 детей, у воспитателя в селе Шали — 14, в Итум-Кали — 12 подростков.
Когда уровень подготовки юношей становился приемлемым, им позволялось участвовать в состязаниях перед жителями аула. Соревнования проходили на площади перед мечетью. В программу обычно входили единоборства, джигитовка, различные физические упражнения.

### Народные игры
В играх находила своё отражение система традиционных ценностей народа. У чеченцев очаг и связанные с ним котёл и цепь считались священными. Это нашло своё отражение в одной из народных игр — «Охрана очага» (чечен. «Туьшах ловзар»). Большое значение имел обычай гостеприимства. Любой человек мог стать гостем в любом горском жилище, где его принимали с большим радушием. Традиция уважения к гостю и его неприкосновенность отражена в игре «Охрана гостя» (чечен. «Хьаша ларвар»).
Игра «Забивание мяча в башню» (чечен. «Бӏов чу буьрка тохар») напоминала современный хоккей на траве. На игровом поле с противоположных сторон обоими концами в землю втыкались хворостины — ворота. Цель игры состояла в том, чтобы ударами палок загнать мяч в ворота.
Игра «Взятие башни» (чечен. «Гӏала яккхар») могла проводиться как на земле, так и на воде. Для игры на земле выбирался небольшой обрыв, а для игры на воде — небольшой островок или большой камень. На обрыве или камне стояли «стражники». «Враги» пытались захватить «башню», «стражники» всячески этому мешали. Если «враги» побеждали, то команды менялись местами.
Существовал также целый ряд других игр: «Игра в кулика» (чечен. «Куьлнах ловзар»), «Игра в колышки» (чечен. «Хьостамех ловзар»), «Лови мяч» (чечен. «Буьрка схьалаца»), различные варианты игры «Выбивание из круга» (чечен. «Гона чуьра ваккхар»), «Бег волоча ногу» (чечен. «Ког текхош идар»), «Охотники», «Набег», «Найди шапку», «Аугул керчор» (чечен. Катание шара) и т. д.

### Традиционные соревнования
Были распространены соревнования в различных видах прыжков: через плетни различной высоты, стоящих в полный рост партнёров, различные горизонтальные и вертикальные препятствия, например, через бурки. В последнем случае участники прыгали через лежащие на земле на расстоянии 2—3 метра друг от друга бурки, общее число которых могло доходить до 6—10, которые участники должны были перепрыгивать, не снимая оружия и повседневной одежды. Иногда бурки клали через 4—5 шагов друг от друга, чтобы участники могли сделать несколько шагов разбега перед очередным прыжком.
Пользовались популярностью соревнования в различных беговых дисциплинах. Дистанция обычно составляла от полуверсты до четырёх вёрст. Взрослые бежали в повседневной одежде и с оружием — кинжалом, шашкой и винтовкой, а до появления огнестрельного оружия — с луком и колчаном со стрелами. Повороты обозначались шестами с привязанными цветными лоскутами. Участники стартовали и финишировали на возвышении, что позволяло зрителям видеть ход соревнований. Если бегун во время забега бросал оружие, он дисквалифицировался. Победитель получал в награду свинец для пуль, башлык, бурку, оружие, порох. Среди детей также проводились соревнования по бегу с различными предметами (с палкой, стоящей на ладони, с куриным яйцом в ложке), бегу в мешках, бег под гору и в гору.
Проводились соревнования по ходьбе на ходулях, метанию и толканию камней различными способами и из различных положений, поднятию и переноске тяжестей, подтягивание на сучьях деревьев. Зимой горцы соревновались в катании на лыжах, салазках, верчении волчков.

### Конные соревнования
Конные соревнования были одним из наиболее древних видов состязаний среди чеченцев. Одним из таких были скачки, в которых разыгрывались оружие, лошадь, сбруя и одежда погибшего джигита. Примерно с середины XIX века на поминальных скачках стали разыгрывать такие же призы, но специально приобретённые для этой цели. Но постепенно поминальные скачки прекратили своё существование.
Была распространена борьба на лошадях, где участники пытались стащить соперника с лошади или своей лошадью свалить лошадь соперника. В так называемой конной борьбе коней поднимали на дыбы и направляли друг на друга. Борьба проходила в круге диаметром 13-17 метров. Целью игры было сбросить соперника с лошади.
Ещё одним конным соревнованием была борьба между всадниками. Всадники делились на две группы. Лошади одной группы накрывались покрывалами. Команды разъезжались. После начала состязаний одна команда стремилась вырвать покрывала у своих соперников, а другая — ускакать от преследователей.

## Советский период
В 1918 году был принят Декрет ВЦИК, по которому обучение военному искусству объявлялось обязательным. Всевобуч стал первым государственным органом, который руководил развитием физкультуры и спорта в стране. На III съезде РКСМ были сформулированы задачи советской системы физвоспитания, которая должна была готовить всесторонне физически развитых трудящихся. В 1920 году в Грозном было создано 8 спортивных кружков, в которые были вовлечены 84 человека.
В августе 1921 года в Пятигорске с целью координации действий по развитию физкультуры и спорта на Северном Кавказе был проведён первый съезд спортсменов и спортивных функционеров. Съездом был поставлены задачи популяризации и пролетаризации физкультуры и спорта. В сентябре 1924 года в Грозном был создан совет физической культуры города, при котором начали функционировать секции гимнастики, лёгкой и тяжёлой атлетики, фехтования, футбола, велоспорта, шашек и шахмат. В 1926 году число спортивных секций выросло до 26, а число физкультурников — до 1594 человек. 1 мая того же года в Гойтах был проведён спортивный праздник, приуроченный к Международному дню трудящихся.
В 1928—1930 годах было проведено много спортивных соревнований. В апреле 1930 года с Чеченской области было 35 секций, в которых занималось 2368 спортсменов, из которых 400 были сельскими. В начале сентября 1932 года в Нальчике состоялась краевая спартакиада национальных областей Северного Кавказа, для отбора на которую были проведены областные соревнования. Для популяризации физкультуры и спорта каждая область на спартакиаде была представлена спортсменами коренных национальностей. По итогам спартакиады команда Чечни заняла четвёртое место.

Стадион имени Султана Билимханова (бывший стадион «Динамо»). Построен в 1946 году.

В 1950—1960-х годах шло интенсивное создание новых физкультурно-спортивных коллективов, формировался здоровый образ жизни, росло число занимающихся физкультурой и спортом. В 1961 году вновь начали проводить первенство Северного Кавказа по национальным видам спорта. Первыми чеченцами, проявившими себя в спорте высших достижений, были Увайс Ахтаев (баскетбол), Ваха Эсембаев (тяжёлая атлетика), Кюри Мусаев, Султан Зубайраев, Эльмурза Ульбиев (вольная борьба), Дэги Багаев (вольная борьба) и другие.
В городе были построены плавательный бассейн «Садко», дворец спорта завода «Красный молот». Всего насчитывалось 6 стадионов, 82 футбольных поля, 311 баскетбольных, волейбольных и городошных площадок, 26 стрелковых тиров, 240 спортивных коллективов. Общее число физкультурников составляло более 130 тысяч. В Грозном выросли и сложились как известные спортсмены гимнасты Людмила Турищева и Владимир Марченко, борцы Асланбек Бисултанов, Салман Хасимиков, Руслан Бадалов, Хасан Орцуев, штангисты Адам Сайдулаев и Исраил Арсамаков, боксёр Хамзат Джабраилов и многие другие. Плодотворно работали тренеры Григорий Вартанов, Дэги Багаев, Ибрагим Кодзоев, Р. Яковлева, Г. Иванов и многие другие. В 1980 году Грозный завоевал переходящее знамя Спорткомитета РСФСР за первое место среди городов с населением до 500 тысяч человек.

## Игровые виды спорта

### Волейбол
В 1926 году на базе спортивного клуба «Металлист» ими была создана первая в республике волейбольная команда. В конце 1920-х годов был создан ещё целый ряд волейбольных клубов. В 1930 году прошла первая встреча грозненцев с иногородней командой — ростовским «Динамо» — в которой грозненцы победили. В 1937 году грозненцы приняли участие в первых крупных официальных соревнованиях — первенстве СССР (Южная зона), которое прошло в Ростове-на-Дону. На этих соревнованиях грозненские волейболисты заняли второе место.
В нескольких послевоенных чемпионатах СССР от Грозного участвовали «Спартак», «Наука» и команда Грозненского нефтяного института. Команда «Наука» становилась чемпионом России в 1947 и 1950 годах; команда «Спартак» — в 1960—1962 годах; «Автомобилист» — 1976—1977 годах. Целый ряд игроков грозненских команд в разное время включались в составы сборных команд РСФСР и СССР.
С 2006 года республику на чемпионатах России по волейболу представляет команда «Грозный». В сезонах 2012/2013-2014/2015 годов клуб сумел пробиться в Суперлигу.

### Мотобол
В 1981 году в спортивно-техническом клубе ДОСААФ Наурского района была создана команда «Виноградарь». Команда успешно выступала в чемпионате России и в 1984 году смогла пробиться в первую лигу чемпионата СССР. В 1990 году команда добилась права выступать в высшей лиге чемпионата страны. Уже на следующий год команда стала серебряным призёром чемпионата. Однако из-за политической нестабильности в республике команда вскоре перестала существовать.

### Футбол
В 1912 году рабочие нефтепромыслов создали первую в Чечне футбольную команду. В следующем году команда сыграла первую межгородскую товарищескую встречу с футболистами Алагирского цинкового завода. Примерно в то же время начались регулярные розыгрыши чемпионата и Кубка Грозного среди команд предприятий и спортивных обществ.
В 1921 году появилась Грозненская футбольная лига, организованная Н. Файшевичем, а в середине 1920-х годов был основан клуб «Динамо». Сегодня эта команда называется «Ахмат». В 1923 году появились первые футбольные команды в Грозном: команды были при клубе «Железнодорожников», при клубе «Горняков», в Заводском районе, при клубе им. Октябрьской революции, при клубе Пролетбата, в Гудермесе, школе № 2 (бывшая женская гимназия, теперь школа N 11). Через год состоялось первое весеннее и осеннее первенство города по футболу. Весеннее первенство выиграла команда школы № 3, а осенним чемпионом стала команда «ОФИР» (Общество физического развития), следующее первенство 1925 г. также выиграл «ОФИР».
В 1946 году был создан первый профессиональный футбольный клуб «Динамо». В 1948 году клуб получил название «Нефтяник», которое носил вплоть до 1958 года, когда стал называться «Терек». В июне 2017 года клуб получил название «Ахмат».
Домашней ареной клуба первоначально был стадион имени Орджоникидзе. Однако он был разрушен в ходе боевых действий. Затем игры клуба стали проходить на стадионе «Динамо». В 2011 году было завершено строительство спорткомплекса «Ахмат Арена», которая стала новой домашней ареной клуба.
В 1946—1991 годах команда участвовала в 36 сезонах (1946, 1957—1991) всесоюзных футбольных соревнований команд мастеров различного уровня, за исключением турниров Высшей лиги. Грозненцы приняли участие в 19 розыгрышах Кубка СССР. Клуб был одним из ведущих клубов второй лиги союзного чемпионата.
В 2004 году клуб завоевал путёвку в Премьер-лигу и выиграл Кубок России, победив в финале «Крылья Советов». Победа в Кубке России дала клубу право выступать в розыгрыше Кубка УЕФА 2004/2005 годов. Команда победила в двух встречах команду «Лех» (Познань) с одинаковым счётом 1:0. Затем в первом матче она сыграла дома вничью с клубом «Базель» (1:1), проиграла на выезде во втором (0:2) и выбыла из дальнейшего розыгрыша.
Высшим достижением клуба в Премьер-лиге являются пятые места в сезонах 2016/2017 и 2023/2024 годов.

## Нынешнее состояние

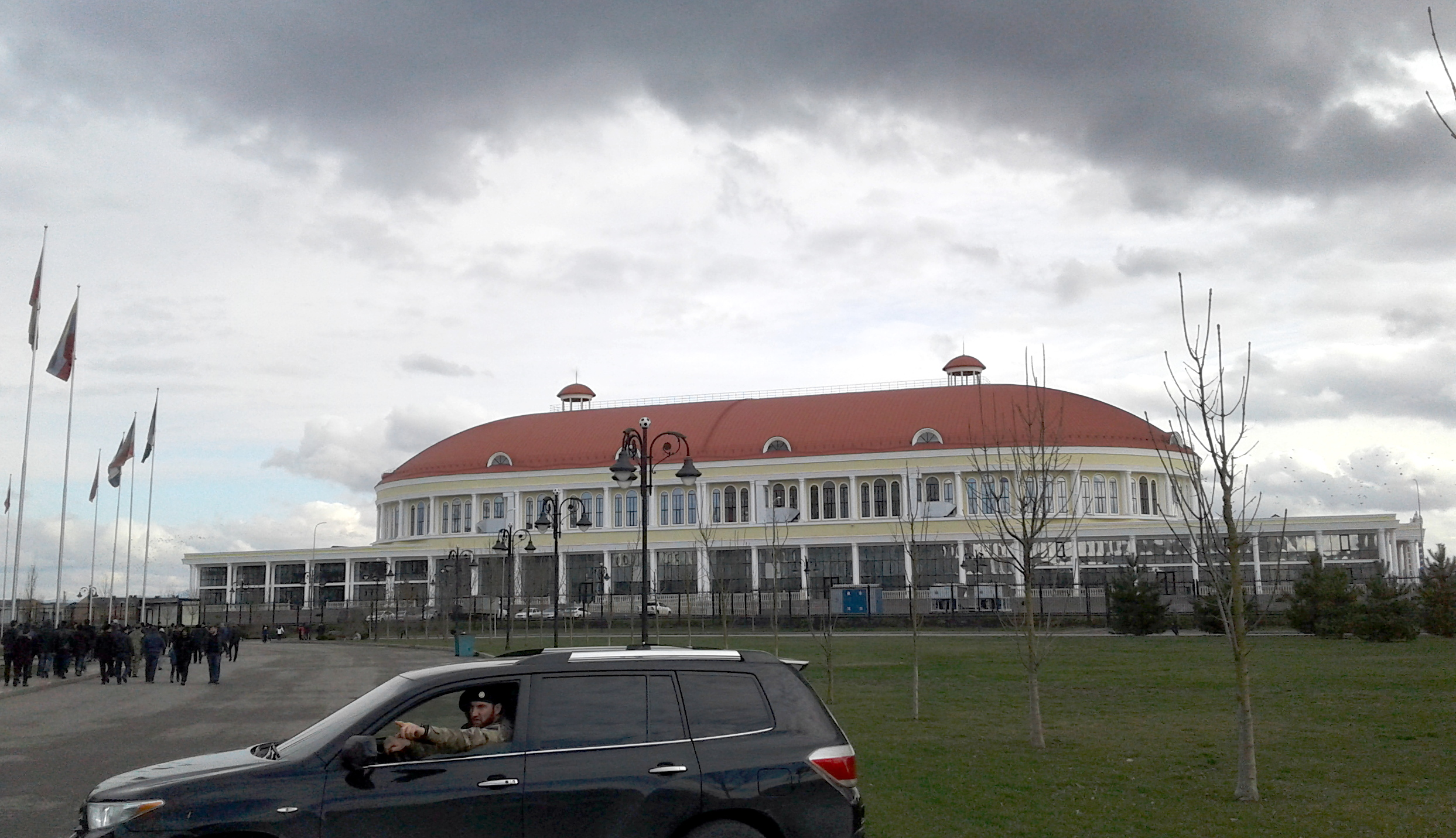
Дворец волейбола.

По состоянию на 2016 год в республике функционируют 1237 коллективов физической культуры, из которых 487 представляют учебные заведения всех типов, 189 — предприятия, учреждений и организаций, а 160 работают по месту жительства. В общей сложности в физкультурно-оздоровительную и спортивную работы вовлечены 16,8 % населения: 201 750 человек, из которых 42 592 женщины и 2000 инвалидов. В 2009 году в Чечне было подготовлено 6794 разрядника и 66 мастеров и кандидатов в мастера спорта.

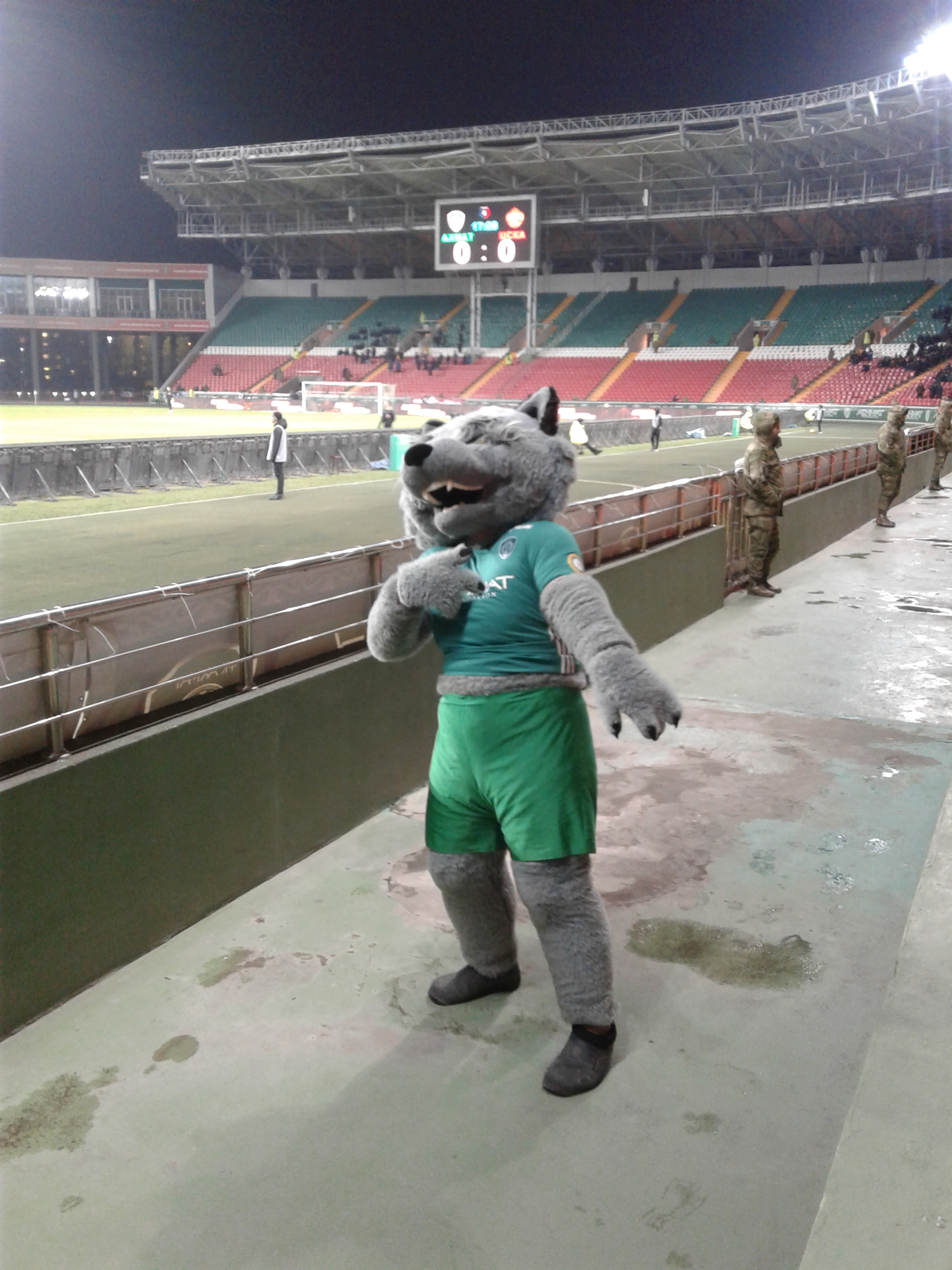
Талисман команды «Ахмат».

В республике работают 1513 спортивных сооружений, 452 спортивных зала, различные спортивные комплексы. В Грозном расположены спортивный комплекс имени С. Г. Билимханова, спорткомплекс «Олимпийск», «Ахмат Арена», учебно-тренировочный центр футбольной школы «Терек» (10 футбольных полей), стадион ручных игр. Созданы также спортивные комплексы в Гудермесе, станице Наурская, сёлах Алпатово, Ведено, Алхан-Юрт, Ножай-Юрт, Мескер-Юрт. В октябре 2014 года на озере Кезенойам открылся одноимённый спортивно-туристический комплекс, который используется для подготовки сборной командой страны по академической гребле.
По состоянию на 2016 год, спортсмены республики 60 раз становились победителями спартакиад народов России, 50 раз — чемпионами спартакиад народов СССР, 112 раз — чемпионами России, 83 раза — чемпионами СССР. На чемпионатах Европы ими было завоёвано 53 золотых, 19 серебряных и 25 бронзовых медалей, а на чемпионатах мира — 49, 20 и 12 раз соответственно. Также они стали обладателями 9 Кубков России, 41 Кубка СССР, 4 Кубков Европы, 27 Кубков мира, 20 Кубков Дружбы и 4 Кубков Адриатики. 23 спортсмена стали Заслуженными мастерами спорта СССР и России, а 96 — мастерами спорта международного класса.
С 2017 года на озере Кезенойам проводится ежегодная международная регата «Кубок Кезеной-Ам». В том же году открылся горнолыжный курорт Ведучи.
В 2019 году в Гудермесе был построен воздушный комплекс «Goodsky». В декабре того же года в комплексе был проведён Чемпионат России по аэротрубным дисциплинам парашютного спорта.
В октябре 2020 года Владислав Третьяк принял участие в открытии крытого ледового катка площадью 800 м² во дворце спорта Грозненского нефтяного университета.

### Олимпийские игры

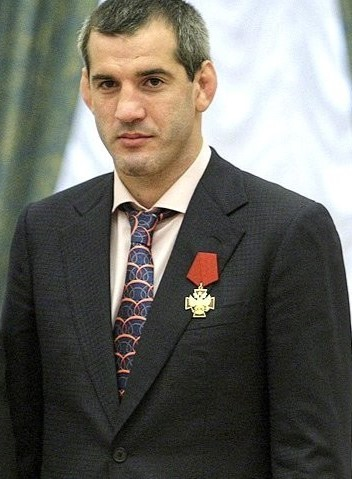
Трёхкратный олимпийский чемпион Бувайсар Сайтиев.

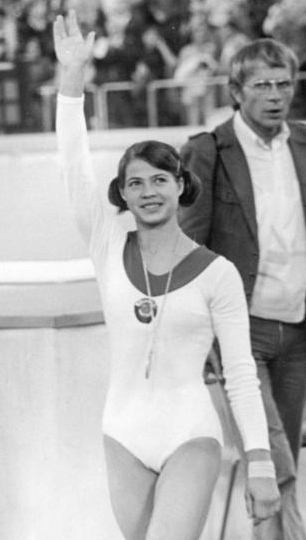
Четырёхкратная олимпийская чемпионка Людмила Турищева.

По состоянию на 2016 год, 32 спортсмена из республики участвовали в Олимпийских играх. Они выступили в семи видах спорта: дзюдо (8 спортсменов), вольная борьба (7), бокс (4), греко-римская борьба, лёгкая атлетика, спортивная гимнастика, тяжёлая атлетика (по 3 человека):
- Лёгкая атлетика:
  - Флора Казанцева (спринт, 1952, Хельсинки);
  - Михаил Казанцев (спринт, 1952, Хельсинки);
  - Виктор Большов (прыжок в высоту, 1960, Рим, 4 место; 1968, Мехико);
- Бокс:
  - Рамзан Себиев (1988, Сеул, 9 место);
  - Руслан Тарамов (1988, Сеул);
  - Артур Бетербиев (2008, Пекин);
  - Хаважи Хацыгов (2004, Афины; 2008, Пекин);
- Вольная борьба:
  - Рустам Агаев (2004, Афины, 5 место);
  - Мамед Агаев (2004, Афины);
- Дзюдо:
  - Шарип Ахмадов (1996, Атланта);
  - Давид Маргошвили (2004, Афины);
  - Саламу Межидов (2008, Пекин);
  - Ислам Мациев (1996, Атланта; 2000, Сидней);
  - Зелимхан Магомадов (1996, Атланта; 2000, Сидней, 5-6 место; 2004, Афины, 7-8 место);
  - Висита Асанов (1996, Атланта, 2000; Сидней, 2004, Афины);
- Тяжёлая атлетика:
  - Умар Эдельханов (1996, Атланта).

Семь спортсменов участвовали в Олимпиадах более одного раза:
- Дважды:
  - Висита Асанов (дзюдо, Олимпиады 1996 и 2004 годов);
  - Ислам Дугучиев (греко-римская борьба, 1992 и 2000 годы);
  - Эльмади Жабраилов (вольная борьба, 1992 и 1996 годы);
  - Виктор Большов (лёгкая атлетика, 1960 и 1968 годы);
- Трижды:
  - Людмила Турищева (спортивная гимнастика, 1968, 1972 и 1976 годы);
  - Зелимхан Магомадов (дзюдо, 1996, 2000 и 2004 годы);
- Четырежды:
  - Бувайсар Сайтиев (вольная борьба, 1996, 2000, 2004 и 2008 годы).

Олимпийскими чемпионами являются:
- Исраил Арсамаков (тяжёлая атлетика, 1988 год, Сеул);
- Ислам-Бек Альбиев (греко-римская борьба, 2008 год, Пекин);
- Адам Сайтиев (вольная борьба, 2000 год, Сидней);
- Рамзан Ирбайханов (вольная борьба, 2008 год, Пекин);
- Хасан Бисултанов (дзюдо, 2000, Сидней);
- Людмила Турищева (спортивная гимнастика, 1968, 1972, 1976);
- Бувайсар Сайтиев (вольная борьба, 1996, 2004, 2008).

Серебряные призёры Олимпиад:
- Нельсон Давидян (греко-римская борьба, 1976, Монреаль);
- Владимир Марченко (спортивная гимнастика, 1976, Монреаль);
- Владимир Тихонов (спортивная гимнастика, 1976, Монреаль);
- Ислам Дугучиев (греко-римская борьба, 1992, Барселона);
- Адлан Вараев (вольная борьба, 1992, Сеул);
- Эльмади Жабраилов (вольная борьба, 1992, Барселона).

Бронзовые призёры:
- Башир Вараев (дзюдо, 1988, Сеул);
- Ибрагим Самадов (тяжёлая атлетика, 1992, Барселона).

Всего, по состоянию на март 2016 года, олимпийцами Чечни было завоёвано 11 золотых, 6 серебряных и 2 бронзовых награды.

#### Летние Олимпийские игры 2020
На Олимпиаде в Токио Россию представляли четыре чеченских спортсмена:
- Башаев, Тамерлан Таусович (дзюдо) — ;
- Куркаев, Ильяс Магомедович (волейбол);
- Хатаев, Имам Абдулаевич (бокс) — ;
- Шамилов, Якуб Джамбекович (дзюдо);

Имам Хатаев и Тамерлан Башаев завоевали бронзовые медали Олимпиады.

### Подготовка иностранных спортсменов
В советские годы тренеры из Чечни успешно участвовали в тренировке иностранных спортсменов. Самбист Султан Зубайраев в 1971—1974 годах работал тренером в Афганистане, а в 1977—1980 годах был тренером сборной Кубы по вольной борьбе. Тренер по классической борьбе Сайд-Ахмад Абдулаев подготовил бронзового призёра московской Олимпиады ливанского борца тяжёлого веса Хасана Бишара.

### Чеченская диаспора

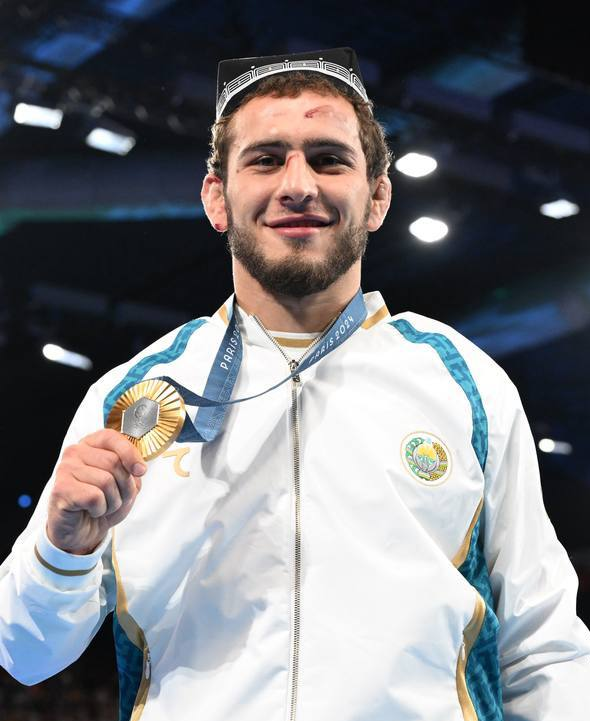
Разамбек Жамалов с олимпийским золотом.

После первой и второй чеченских войн за рубежом появилась большая чеченская диаспора. Кроме того, целый ряд чеченских спортсменов, проживающих в России, выступает под флагами других государств. Представители диаспоры выступают в основном в единоборствах.
В 2012 году восемь чеченцев стали победителями чемпионата Франции по греко-римской борьбе. Вся сборная Франции на чемпионате Европы по борьбе 2023 года среди молодёжи по вольной борьбе состояла из чеченцев. На том же чемпионате ещё три чеченца представляли Польшу, Германию и Италию. В 2025 году чеченские борцы завоевали более половины медалей чемпионата Франции по вольной борьбе.
Боксёр Артур Биярсланов является многократным чемпионом Канады и чемпионом Панамериканских игр 2015 года. Он участвовал в летней Олимпиаде 2016 года, где занял 9-е место. Биярсланов является самым титулованным канадским боксёром.
Проживающий в Канаде Заслуженный мастер спорта России по боксу Артур Бетербиев является чемпионом Европы и мира, обладателем Кубка мира среди любителей. В 2013 году перешёл в профессиональный бокс. В 2017 году он стал чемпионом IBF, а затем в 2018 и 2019 годах дважды отстоял свой титул. В 2019 году состоялся объединительный бой с Александром Гвоздиком, который Бетербиев выиграл и объединил пояса IBF и WBC в полутяжёлом весе. Затем в 2021 году он дважды успешно отстаивал свои титулы чемпиона IBF и WBC. На следующий год Артур победил американца Джо Смита младшего, что позволило ему объединить титулы чемпиона IBF, WBC И WBO, а в 2023 и 2024 годах он успешно отстоял свои титулы. По состоянию на сентябрь 2024 года, Бетербиев провёл 20 боёв и все выиграл нокаутом. До матча с Дмитрием Биволом он был единственным действующим чемпионом мира со 100 % статистикой досрочных побед.
Боец смешанных единоборств Мамед Халидов является чемпионом польской лиги KSW в средней и полутяжёлой весовых категориях. В октябре 2013 года он был включён в список 10 сильнейших бойцов по версии Sherdog.
Братья Вахид, Имран и Мовли Борчашвили являются чемпионами Австрии по дзюдо.
На летней Олимпиаде 2024 года в Париже в составе сборной Албании из 8 спортсменов двое были чеченцами. Один из них, борец вольного стиля Зелимхан Абакаров, был знаменосцем команды Албании на церемонии открытия Олимпиады. Другой чеченский борец-вольник Ислам Дудаев завоевал на этой Олимпиаде бронзу для команды Албании в категории до 65 кг. На этих же Играх представляющий Узбекистан чеченский борец вольного стиля Разамбек Жамалов стал олимпийским чемпионом в категории до 74 кг. Представляющий Данию борец греко-римского стиля Турпал-Али Бисултанов завоевал бронзовую медаль в категории до 87 кг.
Чеченцы на летней Олимпиаде 2024 года:
- Абакаров, Зелимхан Арсенович (Албания, вольная борьба);
- Бисултанов, Турпал-Али Альвиевич (Дания, греко-римская борьба) — ;
- Демирель, Мухаммед (Турция, дзюдо);
- Дудаев, Ислам Лечиевич (Албания, вольная борьба) — ;
- Жамалов, Разамбек Саламбекович (Узбекистан, вольная борьба) — ;
- Сагаипов, Карамноб Асланбекович (Ливан, дзюдо);
- Татароглу, Ибрахим (Турция, дзюдо);
- Шахидов, Магомед Султанович (Германия, бокс);

- Абдулаев, Айдамир Сайд-Ахмадович (Нидерланды, судья по спортивной борьбе).